# Masajuki Sanada
Masajuki Sanada (japonsky: 真田 昌幸; Sanada Masajuki) (1544–1608; někdy se jako datum narození uvádí rok 1547 a rok úmrtí 1611) byl třetím synem Jukitaky Sanady (1512–1574) a stejně jako jeho otec sloužil Šingenovi Takedovi. Spojenec Hidejošiho Tojotomi u Odawary, v bitvě u Sekigahary oponent Iejasua Tokugawy, za což byl poslán do vyhnanství na Kudojamu, kde také později zemřel.

## Úspěchy proti Hódžó
Svoje první zkušenosti z bitevního pole získal u slavné čtvrté bitvy u Kawanakadžimy. Poté, co byli roku 1575 zabiti oba jeho starší bratři u Nagašina se stal hlavou klanu Sanada. S pádem moci klanu Takeda Masajuki expandoval do Kózuke a zmocnil se hradu Numata, který byl až do dobytí Masajukim roku 1580 v držení klanu Hódžó. Roku 1585 vznesl Iejasu Tokugawa požadavek, aby byl hrad vydán zpět Hódžóům. Tím chtěl splnit dohodu o podpoře, kterou s Hódžóy měl. Masajuki však jeho žádost zamítl a za podpory Kagekacua Uesugiho porazil poblíž Uedy Iejasuova vojska. Nedlouho poté však uzavřel s klanem Takeda příměří a poslal do Hamamacu svého syna Nobujukiho jako rukojmí. Protože chtěl utužit vzájemné vztahy také s Uesugii, poslal rovněž svého druhého syna, Jukimuru, do Ečiga, rovněž jako rukojmí. Toho roku se ještě Hódžóové neúspěšně pokusili získat zpět Numatu, kterou strážil Masajukiho strýc Joricuna Jasawa.

## Hořký konec
Masajuki se roku 1590 připojil k Hidejošimu Tojotomi v bitvě o hrad Odawara, když zaútočil na jednotky Hódžóů v Kózuke, čehož výsledkem bylo rozšíření jeho území. Před bitvou u Sekigahary se po dlouhé rozvaze přidal k západnímu táboru, ale svému synovi Nobujukimu nařídil, aby se přidal ke klanu Tokugawa. Mezitím jej spolu s jeho synem Jukimurou (v té době známým pod jménem Nobušige) obléhán Hidetadou Tokugawou v Uedě, ale odolali. Tato bitva se stala jednou z klasických bitev japonské historie. Po bitvě u Sekigahary nechal Iejasu Tokugawa Masajukiho i Jukimuru odvést na Kudojamu, kde za několik let Masajuki zemřel. Jukimura padl v bitvě o ósacký hrad na straně klanu Tojotomi. Nobujuki se dožil devadesáti let, jako staršina klanu Sanada.
Masakuji je považován za jednoho z nejschopnějších samurajů a velitelů pozdní éry Sengoku a jeho smrt je tradičně vnímána jako výsledek intrik a spiknutí.